# Герб Ніжина
Герб Ні́жина — офіційний геральдичний символ міста Ніжина Чернігівської області, затверджений рішенням сесії Ніжинської міської ради від 14 жовтня 1992 р.

## Опис
У золотому полі святий Юрій, повернутий вліво, на чорному коні зі срібною гривою, пробиває списом змія зеленої барви; святий Юрій у червоному плащі та червоних чоботях, кінь у золотій збруї.

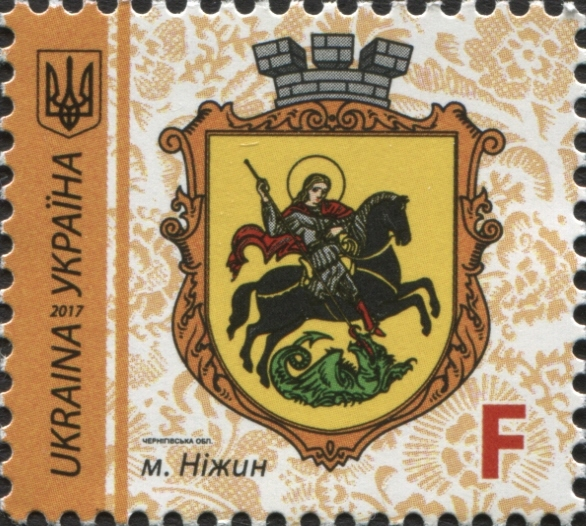
«Герб Ніжина», поштова марка України (2017)

Щит обрамований декоративним картушем і увінчаний срібною міською короною з трьома вежками.

## Історія

### Доба Речі Посполитої та козацька доба
1618 р. королем Сигізмундом III місту надане магдебурзьке право. 26 березня 1625 році Ніжин отримав від польського короля Сигізмунда III герб — святого Юрія на коні. П. П. фон Вінклер призводить зображення печатки Ніжина, яка додається до свідоцтва 1691. Але цей герб не був затребуваний російськими геральдистами. Для міста склали новий герб.

З 1649 р. Ніжин — полкове місто, продовжує використовувати герб зі святим Юрієм. Цікавим є твердження О. Шафонського, що Ніжинський полк від початку XVIII ст. мав зовсім іншу символіку: 
«вошел в бывшую полковую нежинскую канцелярию в употребление в нынешнем столетии (XVIII ст.), по случаю бывших в Нежине из великоросиян нежинских полковников… Означенные полковники, желая себя от Нежинского магистрата отличить, ввели оный из Нежинской комендантской канцелярии и в Нежинскую полковую козацкую канцелярию. Настоящий же герб Нежина был святый великомученик и победоносец Георгий…».
На підставі полкових печаток II-ї половини XVII ст. О. А. Однороженко вважав що гербом місцевого козацького полку були дві перехрещені стріли, які лежать вістрями додолу, здолу семипроменева зірка над півмісяцем, який лежить рогами догори. Опісля Полтавської битви, відколи очільниками формації почали призначати іноетнічних, з 1728 року гербом було визначено емблему з прапору регулярної залоги імперської армії, яка розміщувалася у Ніжині, що і став гербом міста з кінця XVIII ст..

### Імперська доба

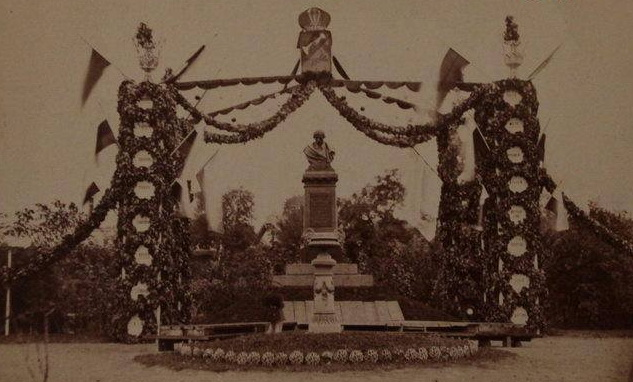
Відкриття пам'ятника Миколі Гоголю в Ніжині 4 вересня 1881 року. Нетрадиційне зображення міського герба

Після ліквідації автономії Гетьманщини полковий герб стає міським, оскільки царському уряду було не до вподоби схожість герба провінційного міста із гербом столичної Москви. Новий герб, на основі гербу полку, у якості міського затверджений 4 червня 1782 р. У горішній частині перетятого зліва щита в червоному полі — потиск двох рук; у долішній — у лазуровому полі золотий жезл Меркурія. Герб символізує місто як найбільший торговельний центр Лівобережжя.
Геральдична реформа барона Кене 01.06.1865 спричинила появу у міста нового проекта герба: у срібному щиті потиск двох рук у червоних рукавах; облямівка щита синя, обтяжена вісьмома золотими Візантійськими монетами. У вільній частині герб Чернігівської губернії. Щит увінчаний срібною міською короною з трьома вежами та обрамлений двома золотими колосками, оповитими Олександрівською стрічкою.

### Радянська доба
У щиті, розтятому червоним і лазуровим, розкрита срібна книга, на якій чверть золотої шестірні і золоте колосся в стовп. Золота глава обтяжена чорною назвою міста українською мовою.

### Галерея

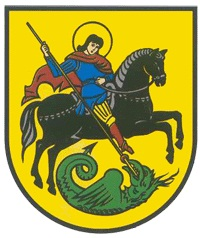
Герб міста XVII-XVIII ст.(реконструкція)
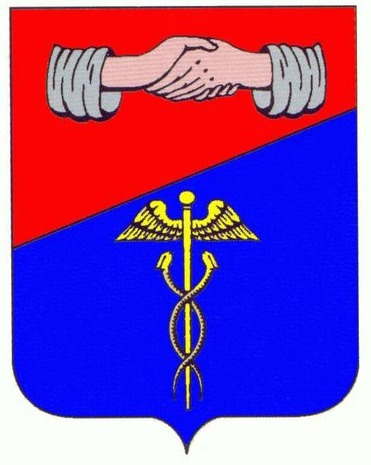
Герб міста (1782-1920)
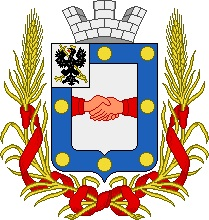
Герб міста (проект Кене)
Герб міста (радянська доба)
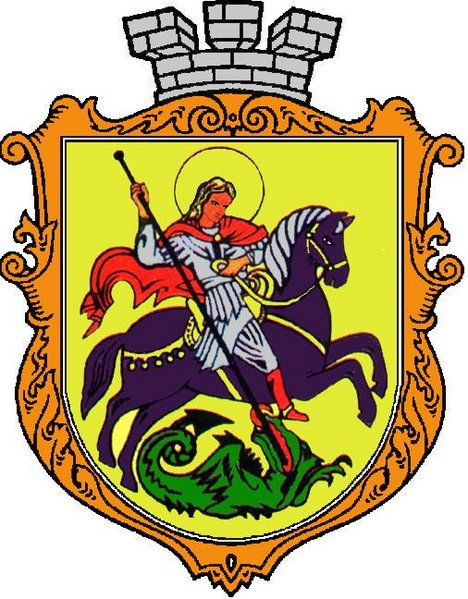
Герб міста (від 1992)